# ÓTV
ÓTV foi um canal de televisão por assinatura brasileiro sediado em Curitiba, capital do estado do Paraná. Operava no canal 11 da NET e pertencia ao Grupo Paranaense de Comunicação. Foi inaugurado no dia 19 de abril de 2011, e teve como objetivo aprofundar a cobertura jornalística referente à cidade de Curitiba. Após uma reestruturação no grupo, o canal foi extinto no dia 14 de dezembro de 2014. O canal da ÓTV na NET exibe apenas uma câmera ao vivo mostrando o centro da cidade de Curitiba, com um relógio eletrônico no canto da tela, e transmitindo o áudio da programação da Mundo Livre FM.

## História
Após investimentos de R$ 5 milhões, a ÓTV foi inaugurada no dia 19 de abril de 2011, às 17h. O primeiro programa exibido pelo canal foi o Notícias da Hora, voltado aos acontecimentos mais importantes de Curitiba, com entradas ao vivo da redação do jornal Gazeta do Povo, que faz parte do mesmo grupo. No primeiro programa, o editor do jornal, Luiz Cláudio Soares de Oliveira, desejou sucesso à nova emissora e destacou a participação da Gazeta do Povo em sua programação.
Na madrugada do dia 13 para o dia 14 de dezembro de 2014, no encerramento do ÓTV Jornal, foi anunciada a extinção do canal através das apresentadoras. Após isso, foram mostradas as imagens da cidades filmadas pelas câmeras de trânsito do grupo, com o horário no canto da tela, e transmitindo o áudio da programação da Mundo Livre FM ao fundo. Na semana, 80 profissionais ligados ao canal foram comunicados do encerramento de suas atividades e dispensados. A extinção faz parte de uma reestruturação interna do Grupo Paranaense de Comunicação que já tinha causado o fim das transmissões esportivas da rádio 98 FM e o corte de diversos cargos em suas várias empresas.

## Programação
O canal contava com variados programas voltados ao entretenimento e ao jornalismo, transmitidos diariamente das 13h30 às 6h. 23 destes programas eram produções próprias do canal; outros cinco eram reapresentações de programas locais da RPC, afiliada à Rede Globo, também pertencente ao GRPCom. De hora em hora, a emissora transmitia noticiários. Havia também um telejornal diário e programas de entrevista. A outra parte da programação (das 6h até 13h30) era preenchida por um jornal eletrônico com prestação de serviço, informações sobre o trânsito com imagens ao vivo, previsão do tempo e notícias da versão online do jornal Gazeta do Povo.
- 98 no Ar
- Aprenda Sorrindo com Giba Lavras e Anta
- As Aventuras de Laus
- Bom Gourmet
- Cine Ó
- Conversa com a Fonte
- Conversa da Gente
- Conversa Delas
- Conversa Política
- Conversa S/A
- Em Cima do Lance
- Estilo Curitiba
- Gaz+
- Jornal da Galera
- Lady Rock
- Menu Prático
- Moda Básica
- Noites Curitibanas
- Notícias
- Notícias da Hora
- O Chefe da Cidade
- Ó Divã
- Ó Gourmet
- O Rei Visita
- Olha Só
- Olhar Curitiba
- ÓTV Esporte
- ÓTV Jornal
- Outra Conversa
- Paiol Literário
- Passado e Presente
- Plano R
- Pra Variar
- Reportagens Especiais
- Revista Curitiba
- Skate Session
- S#@!
- Tubo de Som
- Vida Verde
- Videocaos